# Гібодонтоподібні
Гібодонтоподібні (Hybodontiformes) — вимерлий ряд акул, що існував у палеозої та мезозої з карбону по крейду (360-65 млн років тому).
Вимерли, можливо, через конкуренцію з боку інших акул. Lonchidion був одним з останніх гібодонтів. Його відмінні зубчасті дрібні шипи зустрічаються в прісноводних відкладеннях у Вайомінгу разом з скам'янілостями останніх динозаврів, у тому числі тиранозавра і трицератопса. Hybodontiformes описані переважно на основі різних зубів і колючок плавників. Відомо, що вони мешкали у прісній і солоній воді.

## Опис
Характерною особливість були рогові виступи на головах самців. На думку вчених, основний раціон складали риби. Також деякі види ряду володіли плоскими зубами, за допомогою яких було зручно розкушувати амонітів і інших істот, що мали раковину.

## Етимологія
Термін Hybodontiformes походить від грецьких слів ὕβος або ὑβός, що означає горб або горбатий і ὀδούς, ὀδοντ, що означає зуб. Це ім'я було дано на основі їхніх стиснутих конічних зубів.

## Класифікація
- родина Lonchidiidae Herman, 1977[1]
  - Baharyodon
  - Diplolonchidion
  - Vectiselachos
  - Hylaeobatis
  - Isanodus
  - Parvodus
  - Lissodus
  - Lonchidion
  - Luopingselache
  - Jiaodontus
  - Pristrisodus
- родина Distobatidae
  - Distobates
  - Reticulodus
- родина Acrodontidae
  - Acrodus
- родина Hybodontidae
  - Dicrenodus
  - Egertonodus
  - Hybodus
  - Meristodonoides
  - Planohybodus
  - Priohybodus
  - Sphenonchus
  - Heteroptychodus
  - Durnonovariaodus
- Incerae sedis
  - Tribodus
  - Strophodus
  - Asteracanthus
  - Roongodus
  - Polyacrodus
  - Palaeobates
  - Bdellodus
  - Thaiodus
  - Acrorhizodus
  - Khoratodus
  - Arctacanthus
  - Reesodus
  - Steinbachodus
  - Onychoselache
  - Omanoselache
  - Pororhiza
  - Mukdahanodus
  - Secarodus
  - Hamiltonichthys
  - Gansuselache
- Form genera
  - Palaeoxyris (назва роду, що  використовується для яйцевих коробочок гібодонтів)